# Proteuxoa congregata
Proteuxoa congregata är en fjärilsart som beskrevs av Walker 1857. Proteuxoa congregata ingår i släktet Proteuxoa och familjen nattflyn. Inga underarter finns listade i Catalogue of Life.